# Steffen Lie Skålevik
Steffen Lie Skålevik (Sotra, 1993. január 31. –) norvég labdarúgó, a Sarpsborg 08 csatárja.

## Pályafutása
Skålevik a norvégiai Sotra szigetén született. Az ifjúsági pályafutását a helyi Sotra csapatában kezdte, majd a Brann akadémiájánál folytatta.
2013-ban mutatkozott be a Nest-Sotra harmadosztályban szereplő felnőtt csapatában. A 2013-as szezonban 6 mérkőzésen elért 5 góljával is hozzájárult a klub másodosztályba való feljutásában. 2015-ben átigazolt a Brannhoz. Először a 2015. augusztus 17-ei, Sogndal elleni mérkőzésen lépett pályára.
 Első gólját 2015. szeptember 14-én, a Fredrikstad ellen 5–1-re megnyert találkozón szerezte. 2017 augusztusában féléves kölcsönszerződést kötött a Start csapatával. 2017. augusztus 17-én, az  Ullensaker/Kisa ellen 2–1-re megnyert mérkőzésen debütált és egyben megszerezte első gólját is a klub színeiben.
2019. január 21-én négy éves szerződést írt alá a Sarpsborg 08 együttesével. Először a 2019. március 31-ei, Molde elleni bajnokin lépett pályára. Első gólját 2019. július 15-én, a Stabæk ellen 3–3-as döntetlennel zárult mérkőzésen szerezte. A 2020-as szezon 2. felében a Start, majd a 2021-es szezon 2. felében a Sogndal csapatát erősítette kölcsönben.

## Statisztikák
2022. szeptember 18. szerint
| Klub                 | Szezon   | Osztály     | Bajnokság | Bajnokság | Kupa  | Kupa | Nemzetközi | Nemzetközi | Összesen | Összesen |
| Klub                 | Szezon   | Osztály     | Meccs     | Gól       | Meccs | Gól  | Meccs      | Gól        | Meccs    | Gól      |
| -------------------- | -------- | ----------- | --------- | --------- | ----- | ---- | ---------- | ---------- | -------- | -------- |
| Nest-Sotra           | 2013     | 2. divisjon | 6         | 5         | 0     | 0    | —          | —          | 6        | 5        |
| Nest-Sotra           | 2014     | 1. divisjon | 29        | 12        | 2     | 2    | —          | —          | 31       | 14       |
| Nest-Sotra           | 2015     | OBOS-ligaen | 18        | 10        | 2     | 0    | —          | —          | 20       | 10       |
| Nest-Sotra           | Összesen | Összesen    | 53        | 27        | 4     | 2    | 0          | 0          | 57       | 29       |
| Brann                | 2015     | OBOS-ligaen | 11        | 3         | 0     | 0    | —          | —          | 11       | 3        |
| Brann                | 2016     | Tippeligaen | 18        | 6         | 1     | 0    | —          | —          | 19       | 6        |
| Brann                | 2017     | Eliteserien | 8         | 0         | 4     | 2    | 2          | 0          | 14       | 2        |
| Brann                | 2018     | Eliteserien | 28        | 9         | 1     | 0    | —          | —          | 29       | 9        |
| Brann                | Összesen | Összesen    | 65        | 18        | 6     | 2    | 2          | 0          | 73       | 20       |
| Start (kölcsönben)   | 2017     | OBOS-ligaen | 11        | 10        | 0     | 0    | —          | —          | 11       | 10       |
| Sarpsborg 08         | 2019     | Eliteserien | 21        | 1         | 3     | 1    | —          | —          | 24       | 2        |
| Sarpsborg 08         | 2021     | Eliteserien | 8         | 1         | 2     | 2    | —          | —          | 10       | 3        |
| Sarpsborg 08         | 2022     | Eliteserien | 19        | 2         | 2     | 1    | —          | —          | 21       | 3        |
| Sarpsborg 08         | Összesen | Összesen    | 48        | 4         | 7     | 4    | 0          | 0          | 55       | 8        |
| Start (kölcsönben)   | 2020     | Eliteserien | 21        | 1         | 0     | 0    | —          | —          | 21       | 1        |
| Sogndal (kölcsönben) | 2021     | OBOS-ligaen | 13        | 3         | 0     | 0    | —          | —          | 13       | 3        |
| Összesen             | Összesen | Összesen    | 211       | 63        | 17    | 8    | 2          | 0          | 230      | 71       |

## Fordítás
Ez a szócikk részben vagy egészben  a   Steffen Lie Skålevik című angol Wikipédia-szócikk fordításán alapul.  Az eredeti cikk szerkesztőit annak laptörténete sorolja fel. Ez a jelzés csupán a megfogalmazás eredetét és a szerzői jogokat jelzi, nem szolgál a cikkben szereplő információk forrásmegjelöléseként.